# John Ciaccia
John Ciaccia nato Giambattista Nicola Ciaccia (Jelsi, 4 marzo 1933 – Beaconsfield, 7 agosto 2018) è stato un politico italiano naturalizzato canadese.

## Biografia
È stato membro dell'Assemblea nazionale del Québec dal 1973 al 1998, come esponente del Partito Liberale del Québec. Ha ricevuto diversi incarichi nei governi liberali di Robert Bourassa e Daniel Johnson Jr, come ministro dell'energia e delle risorse naturali, degli affari internazionali, degli affari legati ai nativi americani, dell'immigrazione e delle comunità locali. L'ex premier del Quebec, Jean Charest, parlando della carriera politica di Ciaccia, in occasione del pensionamento, ha messo in evidenza come questo politico ha "rivoluzionato le relazioni con i popoli nativi e le comunità culturali del Quebec, favorendo sempre un approccio contrassegnato dal rispetto".